# Jeremy Kahn

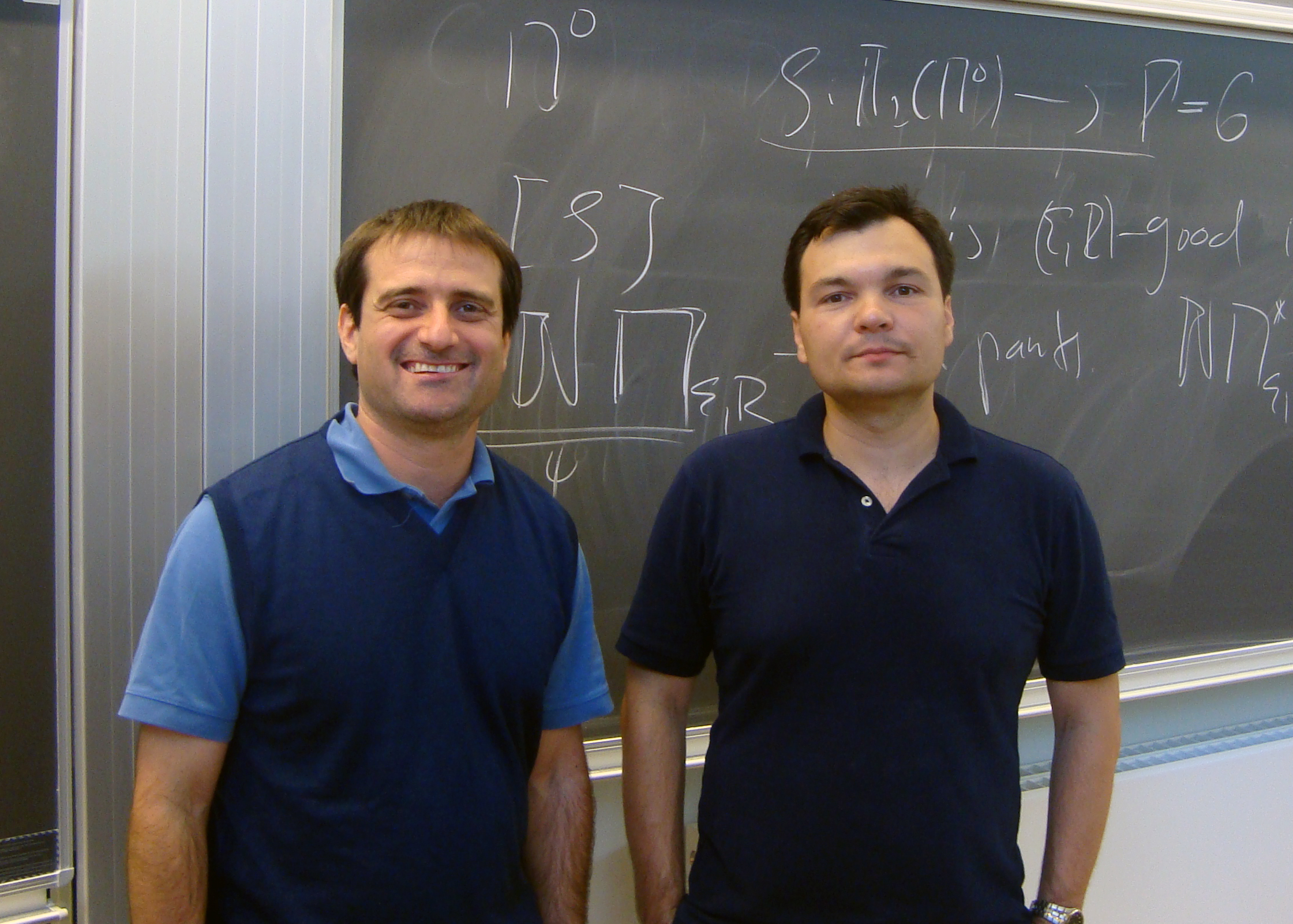
Jeremy Kahn und Vladimir Markovic

Jeremy Adam Kahn (* 1970) ist ein US-amerikanischer Mathematiker. Er befasst sich mit hyperbolischer Geometrie, Riemannschen Flächen und komplexer Dynamik.
Kahn wuchs in New York City auf. Er studierte an der Harvard University Mathematik und wurde 1995 an der University of California, Berkeley bei Curtis McMullen promoviert (Holomorphic removability of Quadratic Polynomial Julia Sets). Als Post-Doktorand war er an der University of Toronto. Er war Assistant  Professor am Caltech und an der State University of New York at Stony Brook. Danach arbeitete er ein Jahr für eine Investmentfirma (Highbridge Capital Management) als Analyst in Finanzmathematik. Er ist seit 2011 Professor an der Brown University.
2012 erhielt er mit Vladimir Markovic den Clay Research Award für Arbeiten in hyperbolischer Geometrie: ihren Beweis, dass geschlossene hyperbolische 3-Mannigfaltigkeiten eine immersierte fast-geodätische Fläche haben, und ihren Beweis der Ehrenpreisvermutung. Diese besagt, dass für zwei kompakte hyperbolische Riemannsche Flächen endliche Überlagerungen existieren, die in Bezug auf die Teichmüllermetrik beliebig nahe sind.
1988 war er Putnam Fellow, nachdem er an der Harvard University am Putnam-Wettbewerb teilgenommen hatte. 2014 war er Eingeladener Sprecher auf dem ICM in Seoul (The surface subgroup and the Ehrenpreis Conjectures).

## Schriften
- mit V. Markovic: Immersing almost geodesic surfaces in a closed hyperbolic three manifold. Ann. of Math. (2) 175 (2012), no. 3, 1127–1190.
- mit A. Avila, M. Lyubikh, W. Shen: Combinatorial rigidity for unicritical polynomials. Ann. of Math. (2) 170 (2009), no. 2, 783–797.